# Katedrala Urakami
Katolička Katedrala Urakami japanski浦上天主堂,Urakami Tenshudō, također Katedrala sv. Marije, nalazi se u japanskom gradu Nagasakiju. To je jedno od najpoznatijih turističkih destinacija u općini Urakami. 

## Povijest
Gradnja katedrale je započela 1895., a dovršena je 1925. Katedrala je samo 20 godina kasnije, gotovo potpuno uništena u napadu atomskom bombom na Nagasaki, 9. kolovoza 1945. u 11:02h.
Godine 1959., počela je izgradnja nove katedrale na istom mjestu.
Ostaci stare crkve ostavljeni su kao spomenik.